# Shivnarine Chanderpaul
Shivnarine Chanderpaul est un joueur de cricket guyanien international au sein de l'équipe des Indes occidentales de cricket né le 16 août 1974 à Unity Village dans le Demerara-Mahaica. 
Ce batteur gaucher débute avec le Guyana dans les compétitions caribéennes en 1992, puis dispute son premier test-match et son premier One-day International avec les Indes occidentales en 1994. Il est capitaine de la sélection entre 2005 et 2006 et compte plus de cent sélections et dix mille courses en Test cricket. Il est désigné joueur de l'année par l'International Cricket Council en 2008. Sa technique de batteur est peu conventionnelle : il attend la balle avec une position semblable à celle d'un crabe, face au lancer plutôt qu'en étant de profil.

## Biographie

### Jeunesse
Shivnarine Chanderpaul naît le 16 août 1974 à Unity Village, un village de pêcheurs. Il est « indo-guyanien » : ses ancêtres sont originaires de l'Inde sous domination britannique. Il s'initie fréquemment au rôle de batteur, et joue dès l'âge de huit ans avec l'équipe sénior de son village. Son père l'envoie jouer à l'Everest Club de Georgetown, puis au Demerara Cricket Club, où il fait partie de l'équipe des moins de seize ans alors qu'il n'en a que dix. Après un retour sur la côte, il rejoint le Georgetown Cricket Club.

### Carrière
Chanderpaul fait ses débuts avec le Guyana en first-class cricket en février 1991, à l'âge de seize ans et demi, réalisant des scores de 0 et 90 courses lors de ses deux manches face aux îles Leeward,.

## Honneurs
- Un des cinq Wisden Cricketers of the Year de l'année 2008.
- Joueur de l'année aux ICC Awards en 2008.

## Bilan sportif

### Principales équipes
|                             | First-class cricket | List A cricket    | Twenty20 |
| --------------------------- | ------------------- | ----------------- | -------- |
| Guyana                      | 1991-92 - 2007-08   | 1991-92 - 2006-07 | 2007-08  |
| Durham                      | 2007 - 2008         | 2007 - 2008       | 2008     |
| Royal Challengers Bangalore |                     |                   | 2008     |

### Statistiques
| Statistiques internationales                             |       |       |       |
|                                                          | Tests | ODI   | T20I  |
| Matchs joués                                             | 114   | 241   | 8     |
| Courses marquées                                         | 8203  | 7858  | 144   |
| Moyenne à la batte                                       | 49,71 | 41,14 | 20,57 |
| 50/100                                                   | 50/20 | 53/9  | -     |
| Meilleur score                                           | 203*  | 150   | 41    |
| Mise à jour de la boîte : 7 février 2009 Actualiser aide |       |       |       |